# De Blob (Eindhoven)
De Blob is een transparant, druppelvormig gebouw in het centrum van Eindhoven. Het 1.400 m² en 25 meter hoge bouwwerk, bestaande uit een mix van glas en staal, ligt aan de Emmasingel op het 18 Septemberplein. De gevel van de Blob bestaat uit 1.500 driehoekige ruiten.

## Het ontwerp
Het futuristische gebouw is ontworpen door de Italiaanse architect Massimiliano Fuksas. De opdrachtgever vroeg om een economische constructie te ontwerpen waarmee de architectuur van het complex tot zijn volle recht zou komen, maar die ook eenvoudig te bouwen was. Er is zes jaar nodig geweest om dit iconische gebouw te ontwikkelen.

## Het gebouw
De Blob heeft vijf verdiepingen. De begane grond en eerste verdieping zijn in gebruik door de kledingwinkel Sissy-Boy. Daarboven bevinden zich kantoren en technische installaties. Verder is er op de eerste etage ook een lunchroom waar je door de driehoekige ramen uitzicht hebt op het 18 Septemberplein. Aan de andere kant heb je uitzicht op de Lichttoren van Philips.
De Blob is een ontmoetingsplaats geworden voor Eindhovenaren en bezoekers, en het maakt sinds zijn bestaan onderdeel uit van de skyline van de stad.

## De omgeving
Het hypermoderne gebouw is de toegang tot Admirant Shopping Eindhoven, een winkelgebied met veel kledingzaken, een aantal boekwinkels en zelfs een bioscoop en een schoonheidssalon.
Naast de Blob, op het 18 Septemberplein, staan twee andere bouwwerken in een soortgelijke stijl die de toegang vormen tot een ondergrondse fietsenstalling voor 1.700 fietsen. Samen met deze fietsenstalling, de Tube genoemd, en de Bubble vormt de Blob een stedelijk ensemble op het 18 Septemberplein in Eindhoven.

## De naam
Het woord blob komt uit het Engels. Het verwijst naar een erg onregelmatige, afgeronde, driedimensionale figuur. In de architectuur wordt hiermee een excentriek gebouw aangeduid dat allerlei grillige, veranderlijke vormen kan aannemen (zie ook blob-architectuur).

## Trivia
- In het spel Megapolis is de Blob ook te vinden. Het gebouw fungeert daar als bowlingbaan.[9]